# Zuma
Zuma — компьютерная игра, относящаяся к семейству казуальных игр «три в ряд», выпущенная 12 декабря 2003 года. Разработчик — PopCap Games, создатели Bejeweled Deluxe и Dynomite! Deluxe. Существует онлайн-версия игры Zuma и скачиваемая версия под названием Zuma Deluxe для Windows, Android и MacOS, а также мобильная (java) версия «Зумы» и версии для магазинов Xbox Live Arcade, PSP и PlayStation Network.
Игра дала название сходным («зумоподобным») играм, суть которых — уничтожить все разноцветные шары, двигающиеся цепочками, до того, как шары достигнут конца пути. Если это произойдёт, то уровень проигран. Игрок должен стрелять шарами, и цепочки шаров одного цвета (три и более штук) взрываются при попадании в них шаром такого же цвета.
Прототипом игры Zuma была вышедшая в 1998 году для приставок PlayStation и Game Boy Color игра Puzz Loop.

## Игровой процесс
Цель игры — уничтожить лягушкой все разноцветные шарики, двигающиеся цепочкой по экрану в направлении Золотого Черепа, до того, как шары достигнут его. Если это произойдёт, то уровень проигран. Лягушка позволяет стрелять шариками различного цвета. Цепочки шариков одного цвета (три и более штук) взрываются при попадании в них шариком такого же цвета. Основная задача — выбить все шарики на уровне и набрать как можно больше очков. Играть можно двумя способами: проходя стадию за стадией (Adventure) или в бесконечном режиме «Брошенная перчатка» (Gauntlet). Режим Gauntlet также предлагает два режима игры: Survival (Выживание) и Practice (Практика).
Игрок имеет возможность повторно проходить любой из уже освоенных уровней (их всего 22). Соседние шарики одного цвета всегда смыкаются, оттягивая всю цепочку назад. Это позволяет вести более продуманную «борьбу» со всей последовательностью шариков. Поступление в цепочку новых шариков продолжается до того момента, пока индикатор в правой верхней части экрана не заполнится и станет зелёным.

## Бонусы
На некоторых шариках время от времени появляются особые значки. При уничтожении таких шариков выдаются бонусы, облегчающие игру:
1. Шарики со стрелкой (Backwards Ball) включают обратный ход для всей цепочки шариков, откатывают их на некоторое расстояние назад.
2. Шарики с кругом (Bomb Ball) взрывают шарики, находящиеся поблизости в радиусе примерно 5 см.
3. Шарики с двумя вертикальными линиями (Slowdown Ball) ненадолго замедляют движение шариков.
4. Шарики с точкой в круге (Accuracy Ball) временно снабжают лягушку прицельным лучом и увеличивают силу вылета шаров.

Периодически на игровом поле появляются монетки. Они располагаются позади движущейся цепочки шариков. Если попасть шариком в монетку, то во-первых, счет пополняется на довольно крупную сумму (500, 600, 700 или более очков, в зависимости от того, сколько слоев движущихся шариков отделяют лягушку от монетки), во-вторых, заполняется индикатор в верхней части экрана, тем самым уменьшая время на прохождение уровня.
На каждый уровень отведено определённое время (ace time), которое можно увидеть после прохождения уровня. Если время, за которое игрок прошёл уровень, меньше этого времени, то счет пополняется ещё на некоторое количество бонусных очков. Поэтому имеет смысл сбивать монетки, ускоряя тем самым прохождение уровня.
Также после накопления каждых 50 000 очков выдается дополнительная жизнь, то есть вы получаете по одной жизни после достижения 50 000, 100 000, 150 000, 200 000 и т. д. очков.

## Спор по поводу плагиата
Японский разработчик Mitchell Corporation заявил, что Zuma нарушает право интеллектуальной собственности на их разработку Puzz Loop, выпущенную на игровых автоматах в 1998 году (также известную под именем Ballistic за пределами Японии). Mitchell переиздала игру в 2006 г. для игровой приставки Nintendo DS под именем Magnetica. PopCap утверждает, что Zuma «не точный клон», а развитие оригинальной идеи Mitchell.

## Отзывы
| Сводный рейтинг | Сводный рейтинг |
| Агрегатор       | Оценка          |
| --------------- | --------------- |
| GameRankings    | 76,76 %         |

## Продолжения
15 сентября 2009 года вышло продолжение для PC и MAC под названием Zuma’s Revenge!.
В декабре 2010 года Zuma Blitz была портирована на Facebook.